# Yunus Musah
Yunus Dimoara Musah (Nova Iorque, 29 de novembro de 2002) é um futebolista americano que atua como meio-campista. Atualmente joga pelo Milan.

## Carreira

### Valencia
Na janela de transferência de 2019, ingressou no Valencia, aos 16 anos, e foi designado para o Valencia B que disputa a Segunda División B. Ele fez sua estreia no time B aos 16 anos em 15 de setembro de 2019, começando com um empate em casa por 0-0 contra o CF La Nucía. Ele marcou seu primeiro gol sênior em 1º de março de 2020, marcando o único gol de seu time na derrota por 2 a 1 para o Gimnàstic de Tarragona.
Na Copa del Rey de 2021–22, marcou em vitórias contra o CD Utrillas e CD Arenteiro nas primeiras rodadas. Na final em 23 de abril, ele substituiu Dimitri Foulquier após 100 minutos de um empate em 1–1 contra o Real Betis e foi o único jogador a perder na disputa de pênaltis.

## Seleção
Quando jovem, Musah era elegível para jogar pelos Estados Unidos, Gana, Itália e Inglaterra. Ele fez sua estreia internacional com os sub-15 da Inglaterra em 2016 e, posteriormente, representou a Inglaterra até o nível sub-18. Também foi convocado para a seleção sub-19 em outubro de 2020. Um pênalti de Musah rendeu aos sub-18 da Inglaterra um empate contra a seleção sub-17 do Brasil em 8 de setembro de 2019, e ele marcou um gol crucial contra os sub-18 da Áustria em 16 de outubro de 2019, com a vitória da Inglaterra por 3–2. No total, Musah jogou mais de 30 vezes pela Inglaterra nas categorias de base.
Apesar de Musah ter jogado pelos Estados Unidos em nível sênior, o técnico da Inglaterra, Gareth Southgate, revelou que tentaria persuadir Musah a se comprometer a continuar jogando pela Inglaterra a longo prazo, afirmando: "Estamos monitorando-o. Ele esteve conosco nos últimos meses e gostaríamos muito que seu futuro fosse conosco." O técnico sub-21 da Inglaterra, Aidy Boothroyd, também afirmou: "Estou esperançoso de vê-lo nos Sub-21 em algum momento. Eu não sei [se ele tomou sua decisão]. Espero que não, porque acho que se ele viesse aqui e visse o que somos, ele realmente iria gostar." Enquanto isso, a administração dos Estados Unidos continuou a se conectar com Musah após o acampamento USMNT de novembro, com o gerente assistente Nico Estévez em contato diário e também o gerente Gregg Berhalter conversando com Musah e sua família.
Nos primeiros meses de 2021, Musah estava indeciso sobre a questão de qual nação representar permanentemente. Em 15 de março de 2021, porém, ele se comprometeu oficialmente a representar os Estados Unidos internacionalmente.

## Títulos
Milan
- Supercopa da Itália: 2024

Estados Unidos
- Liga das Nações da CONCACAF: 2019–20 e 2023–24